# Klutschau
Klutschau (auch Kluczau, polnisch Klucz) ist eine Ortschaft in Oberschlesien. Sie liegt in der Gemeinde Ujest im Powiat Strzelecki (Landkreis Groß Strehlitz) in der Woiwodschaft Opole.

## Geographie

### Geographische Lage
Das Angerdorf Klutschau liegt zehn Kilometer nordwestlich vom Gemeindesitz Ujest, zehn Kilometer südlich von der Kreisstadt Strzelce Opolskie (Groß Strehlitz) und 42 Kilometer südöstlich von der Woiwodschaftshauptstadt Opole (Oppeln). Der Ort liegt in der Nizina Śląska (Schlesische Tiefebene) innerhalb der Kotlina Raciborska (Ratiborer Becken) am Rande des Naturschutzgebietes Park Krajobrazowy Góra Św. Anny. Durch den Ort fließt der Joardan. Nördlich des Ortes verläuft die Autostrada A4. Westlich von Klutschau verläuft die Woiwodschaftsstraße Droga wojewódzka 426.

### Nachbarorte
Nachbarorte von Klutschau sind im Osten Kaltwasser (Zimna Wódka), im Südwesten Salesche (Zalesie Śląskie) und im Norden Olschowa (Olszowa).

## Geschichte

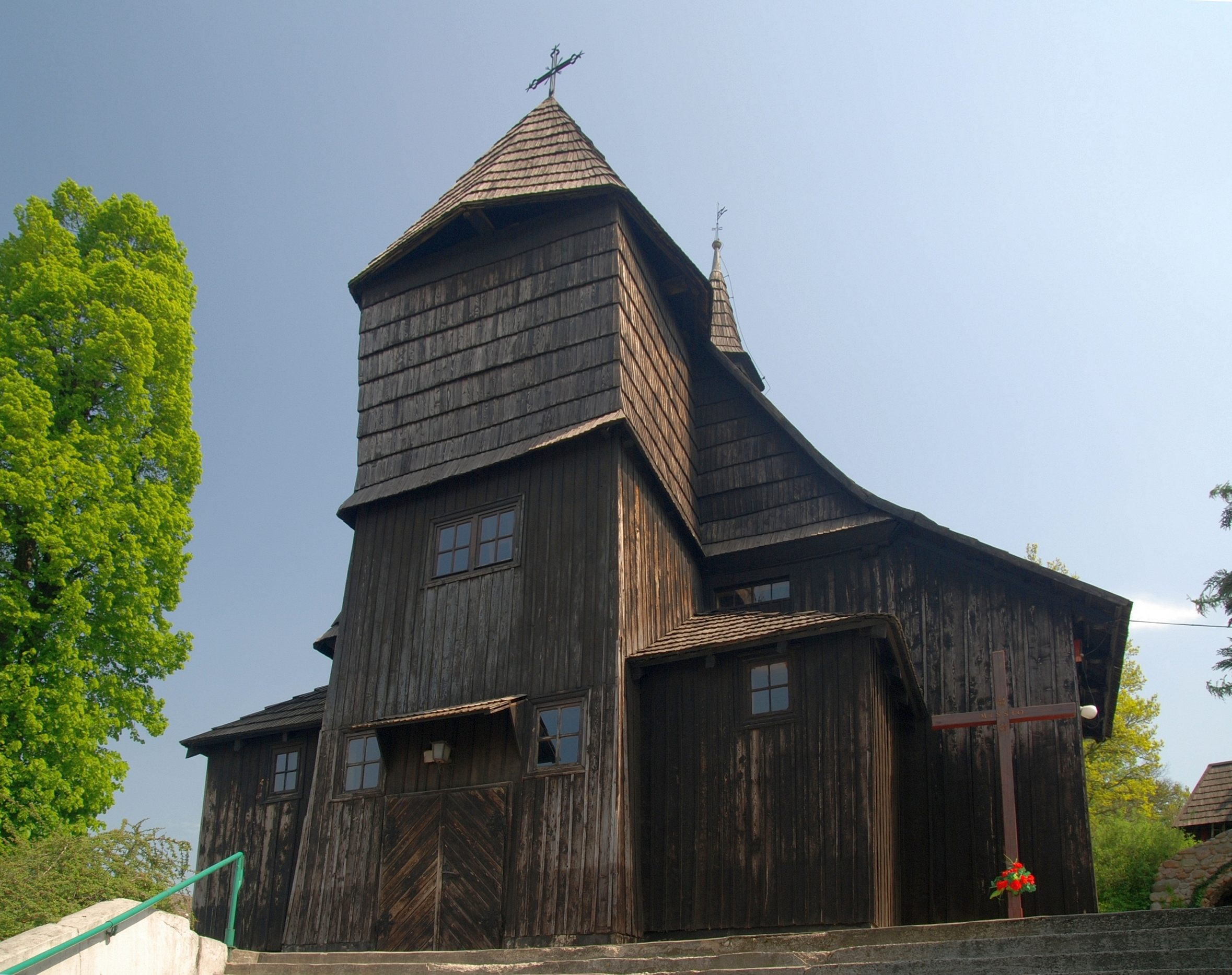
Elisabethkirche

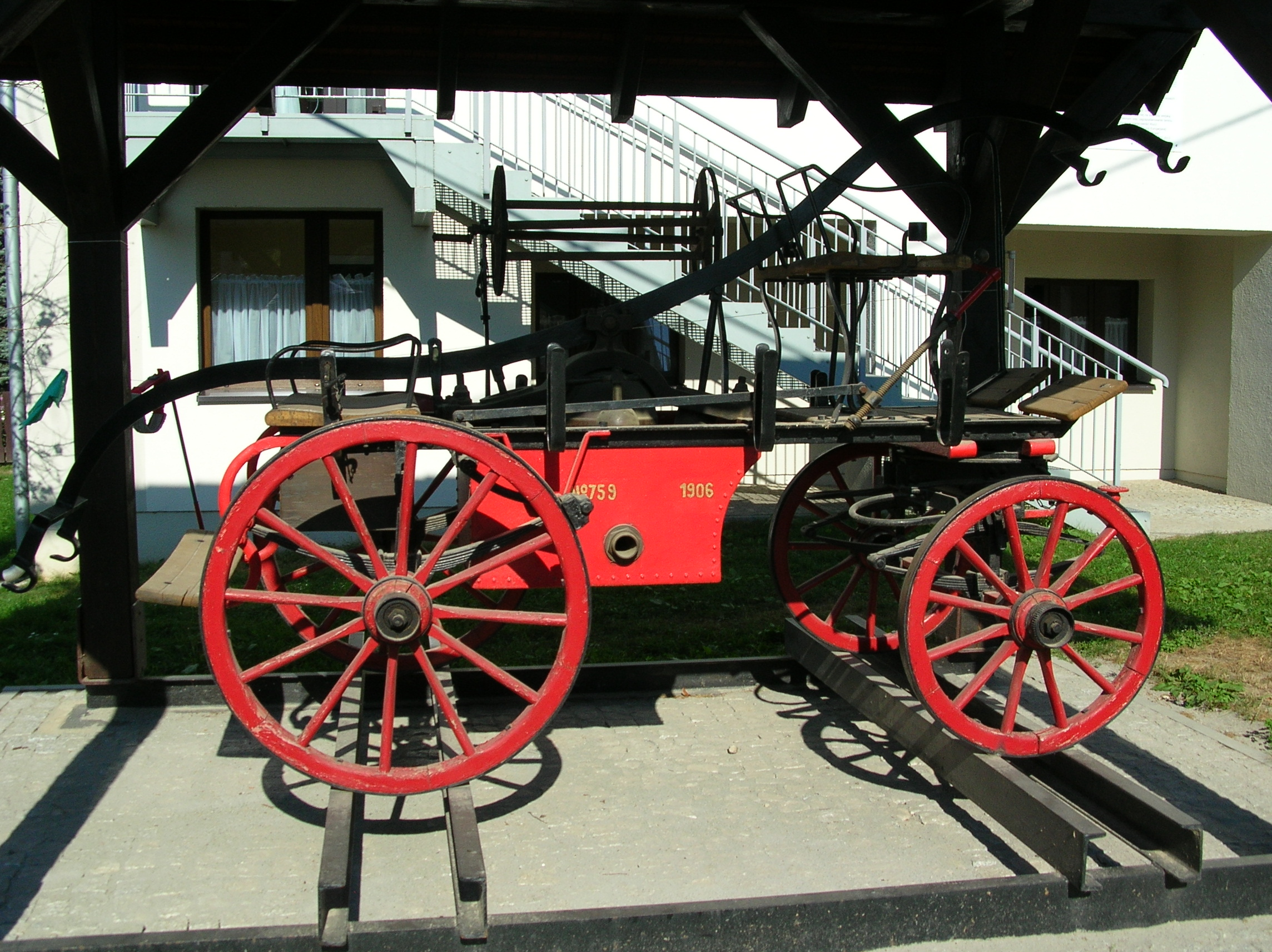
Historischer Feuerwehrwagen

Klutschau wurde 1234 erstmals als Cluce urkundlich erwähnt. 1239 und 1260 wird die Form Cluche erwähnt.
Nach dem Ersten Schlesischen Krieg fiel Klutschau 1742 mit dem größten Teil Schlesiens an Preußen.
Nach der Neuorganisation der Provinz Schlesien gehörte die Landgemeinde Klutschau ab 1816 zum Landkreis Groß Strehlitz im Regierungsbezirk Oppeln. 1845 bestanden in Ort ein Vorwerk, eine katholische Kirche, eine katholische Schule, drei Kalksteinbrüche und 39 Häuser. Im gleichen Jahr zählte Klutschau 300 Einwohner, davon zwei evangelisch. 1861 zählte das Dorf 361 Einwohner. 1865 hatte der Ort 10 Bauern-, 11 Gärtner und 12 Häuslerstellen. 1874 wurde der Amtsbezirk Schloß Ujest gegründet, welcher die Landgemeinden Alt Ujest, Carolinenhof, Dziedzinka, Jarischau, Kaltwasser, Klutschau und Niesdrowitz und den Gutsbezirken Alt Ujest, Goi und Lalok, Klutschau Vorwerk, Kopanina, Niesdrowitz und Ujest, Schloß und der Kolonie Jarischau umfasste.
1910 lebten im Ort 333 Einwohner. Bei der Volksabstimmung am 20. März 1921 stimmten 71 Wahlberechtigte für einen Verbleib bei Deutschland und 140 für Polen. Gleichwohl verblieb Klutschau beim Deutschen Reich. Ab 1933 führten die neuen nationalsozialistischen Machthabern groß angelegte Umbenennungen von Ortsnamen slawischen Ursprungs durch. Am 4. Juli 1936 wurde der Ort in Schlüsselgrund umbenannt. Bis 1945 befand sich der Ort im Landkreis Groß Strehlitz.
Infolge des Zweiten Weltkrieges kam der Ort 1945 an Polen, wurde in Klucz umbenannt und der Woiwodschaft Schlesien angeschlossen. 1950 wurde der Ort Teil der Woiwodschaft Opole und 1999 des wiedergegründeten Powiat Strzelecki. Im November 2008 erhielt der Ort zusätzlich den amtlichen deutschen Ortsnamen Klutschau.

## Sehenswürdigkeiten

### Elisabethkirche
Die römisch-katholische Elisabethkirche (poln. Kościół św. Elżbiety Węgierskiej) ist eine Schrotholzkirche aus dem frühen 17. Jahrhundert. Sie entstand im barocken Stil auf einer kleinen Anhöhe im Ort. Am 13. Mai 1954 wurde sie unter Denkmalschutz gestellt.

### Weitere Sehenswürdigkeiten
- Historischer Feuerwehrwagen als Denkmal
- Katholischer Friedhof
- Pfarrhaus

## Wappen

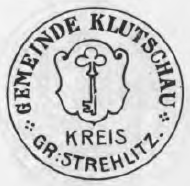
Altes Siegel der Gemeinde

Alte Siegel und Stempel des Ortes zeigen einen Schlüssel. Es handelt sich somit um ein redendes Wappen.